# 新加坡媒体
新加坡媒體，是指在新加坡的傳播媒體，包括出版、印刷、廣播、電影、音樂、數碼、和IT媒體業，傳媒業總共同聘用了約三萬八千多人。在2001年，年營業額約為一百多億新加坡元，對新加坡的國內生產總值貢獻了1.56％，为新加坡经济贡献了10亿元的產值。該行業的平均增長率在1990至2000年間，每年增長7.7％，該國政府曾計畫到2012年將把傳媒業對國內生產總值的貢獻增加至3％。
新加坡媒体在新加坡有較大的影響力，是亞太地區的具有關鍵戰略的媒體中心之一。

## 法規

### 内容审查
新加坡政府的新闻通讯及艺术部负责监督和管制本土媒体所出产的产品内容。它也负责管制国外出版产品在新加坡市场的的流通程度。
一些人认为新加坡政府过度管制和压迫传媒。在2007年无疆界记者组织的全球新闻自由指数报告中，新加坡在总共169国中的排名是141。
新加坡政府主要是通过淡马锡控股对这些媒体的实体股份公司的投资和持有，直接地或间接地控制了本土所有的主流媒体。因此，一般认为本土所有的主流媒体都是亲政府的。虽然一般人较少见到政府直接干预媒体的迹象，但一般相信由媒体内部所进行的自我审查，施加了更为巨大的影响力。

## 願景
新加坡政府提倡「媒体21」计划，其愿景是在未来10年内把新加坡打造成为亚太地区的"环球媒体都市"。

## 媒体列表

### 廣播電台
新加坡几乎所有的广播都是政府拥有的（麗的呼聲經營的網路電台除外）。一直以来，新传媒一直標榜自己是商營机構，然而因兩间机構都以淡马锡控股為大股東，加上新传媒的前身是政府部門，所以仍然有很人認為他們都是政府机構。
新传媒经营所有的十一个免费广播频道（包含轉播的BBC World Service）。报业控股电台（新加坡报业控股旗下）经营五个免费广播频道，So Drama! 娛樂（So Drama! Entertainment）经营两个免费广播频道。
私營的丽的呼声电台则提供十一个以数码广播的付费广播频道。

### 電視
新加坡几乎所有的电视頻道都是政府拥有的。一直以来，新传媒一直標榜自己是商營机構，然而因兩间机構都以淡马锡控股為大股東，加上新传媒的前身是政府部門，所以仍然有很人認為他們都是政府机構。
一直以来，报业传讯一直標榜自己是商營机構，然而因兩间机構都以淡马锡控股為大股東，加上新传媒的前身是政府部門，所以仍然有很人認為他們都是政府机構。
新传媒经营所有的6个落地免费电视频道。
也是以淡马锡控股為大股東的星和视界则垄断了付费有线电视市场，提供120个左右的有线电视频道。

如下隸屬於新加坡新傳媒的電視頻道：
| 電視台                       | 頻道號碼／頻率               | 信号源                       | 传送                         | 網路                         | 目标觀眾                     | 频道所属国                   |
| 新加坡国家电视频道 (6个频道) | 新加坡国家电视频道 (6个频道) | 新加坡国家电视频道 (6个频道) | 新加坡国家电视频道 (6个频道) | 新加坡国家电视频道 (6个频道) | 新加坡国家电视频道 (6个频道) | 新加坡国家电视频道 (6个频道) |
| ---------------------------- | ---------------------------- | ---------------------------- | ---------------------------- | ---------------------------- | ---------------------------- | ---------------------------- |
| 5頻道                        | 2                            | 新加坡 武吉巴督              | 20 kW/120 kW ERP             | 新傳媒私人有限公司           | 新加坡                       | 新加坡                       |
| 8頻道                        | 3                            | 新加坡 武吉巴督              | 20 kW/120 kW ERP             | 新傳媒私人有限公司           | 新加坡                       | 新加坡                       |
| 朝阳频道 （Suria）           | 4                            | 新加坡 武吉巴督              | 20 kW/120 kW ERP             | 新傳媒私人有限公司           | 新加坡                       | 新加坡                       |
| 春天频道 （Vasantham）       | 5                            | 新加坡 武吉巴督              | 20 kW/120 kW ERP             | 新傳媒私人有限公司           | 新加坡                       | 新加坡                       |
| 亚洲新闻台                   | 6                            | 新加坡 武吉巴督              | 20 kW/120 kW ERP             | 新傳媒私人有限公司           | 新加坡                       | 新加坡                       |
| U頻道                        | 7                            | 新加坡 武吉巴督              | 20 kW/120 kW ERP             | 新傳媒私人有限公司           | 新加坡                       | 新加坡                       |
| 海外电视频道 (22个频道)      |                              |                              |                              |                              |                              |                              |
| TVRI Nasional                | 6 VHF                        | Sekupang                     | 20 kW/120 kW ERP             | Televisi Republik Indonesia  | 国际                         | 印度尼西亞                   |
| RCTI                         | 43 UHF                       | Nagoya                       | 20 kW                        | Media Nusantara Citra        | 国际                         | 印度尼西亞                   |
| SCTV                         | 47 UHF                       | Nagoya                       | 20 kW                        | Elang Mahkota Teknologi      | 国际                         | 印度尼西亞                   |
| MNCTV                        | 41 UHF                       | Nagoya                       | 20 kW                        | Media Nusantara Citra        | 国际                         | 印度尼西亞                   |
| ANTV                         | 46 UHF                       | Nagoya                       | 20 kW                        | Visi Media Asia              | 国际                         | 印度尼西亞                   |
| Indosiar                     | 49 UHF                       | Nagoya                       | 20 kW                        | Elang Mahkota Teknologi      | 国际                         | 印度尼西亞                   |
| MetroTV                      | 25 UHF                       | Nagoya                       | 20 kW                        | Media Group                  | 国际                         | 印度尼西亞                   |
| Trans TV                     | 45 UHF                       | Nagoya                       | 20 kW                        | Trans Corp                   | 国际                         | 印度尼西亞                   |
| Global TV                    | 59 UHF                       | Nagoya                       | 20 kW                        | Media Nusantara Citra        | 国际                         | 印度尼西亞                   |
| Trans7                       | 57 UHF                       | Nagoya                       | 20 kW                        | Trans Corp                   | 国际                         | 印度尼西亞                   |
| tvOne                        | 27 UHF                       | Nagoya                       | 20 kW                        | Visi Media Asia              | 国际                         | 印度尼西亞                   |
| B-Channel                    | 55 UHF                       | Nagoya                       | 20 kW                        | Midea                        | 国际                         | 印度尼西亞                   |
| SINDOtv                      | 61 UHF                       | Nagoya                       | 20 kW                        | Media Nusantara Citra        | 国际                         | 印度尼西亞                   |
| MNC News                     | 39 UHF                       | Nagoya                       | 20 kW                        | Media Nusantara Citra        | 国际                         | 印度尼西亞                   |
| JakTV                        | 51 UHF                       | Nagoya                       | 20 kW                        | Electronic City              | 国际                         | 印度尼西亞                   |
| Kompas TV                    | 28 UHF                       | Nagoya                       | 20 kW                        | Kompas Gramedia Group        | 国际                         | 印度尼西亞                   |
| TV1                          | 3 VHF                        | Gunung Pulai                 | 20 kW/100 kW ERP             | Radio Televisyen Malaysia    | 国际                         | 马来西亚                     |
| TV2                          | 10 VHF                       | Gunung Pulai                 | 20 kW/100 kW ERP             | Radio Televisyen Malaysia    | 国际                         | 马来西亚                     |
| TV3                          | 26 UHF                       | Gunung Pulai                 | 20 kW                        | Media Prima Berhad           | 国际                         | 马来西亚                     |
| NTV7                         | 42 UHF                       | Gunung Pulai                 | 20 kW                        | Media Prima Berhad           | 国际                         | 马来西亚                     |
| 8TV                          | 46 UHF                       | Gunung Pulai                 | 20 kW                        | Media Prima Berhad           | 国际                         | 马来西亚                     |
| TV9                          | 44 UHF                       | Gunung Pulai                 | 20 kW                        | Media Prima Berhad           | 国际                         | 马来西亚                     |

网上宽频电视服务（IPTV）方面
新加坡媒体发展局现在有两种级别的IPTV运营执照。第一种是面向大众市场的全国性IPTV经营执照，第二种是经营10万订户以下小众市场IPTV经营执照。也是以淡马锡控股為大股東的新电信，是目前唯一的全国性IPTV运营商。在2007年7月中新电信推出其IPTV付费电视服务mioTV，提供了三十个左右的电视频道。其他网上宽带电视服务运营商还包括M2B World的M2BTV，新传媒的MOBTV，ReelTime Media的Movies Online和OBSTV Asia。

### 报章与刊物
目前，新加坡共有16份报章，每日以英文、中文、马来文及淡米尔文发行。除了由新传媒所出版的《今日报》外（值得一提，新加坡报业控股持有今日报40%股权），国内所有报章的出版与发行都被新加坡报业控股 (SPH) 所垄断，其旗舰报章为新加坡的英文大报《海峡时报》。
新传媒出版的《i周刊》是新加坡目前最畅销的中文杂志，提供新加坡明星和其他亚洲艺人的消息，以及欧洲、日本流行文化的报道。新传媒出版的8 Days则是新加坡目前最畅销的英文杂志，内容包括好莱坞和新加坡的娱乐消息，以及最新的电影和电视介绍。

### 网络与新媒体
2006年对新加坡是新媒体与市民新闻发展的标竿年。许多新加坡民众渐渐习惯在部落格、播客、YouTube、FACEBOOK、WEIBO等媒体抒发己见。2006年五月的新加坡大选、mrbrown的崛起、国会大楼里的Talking Cock表演、Wee Shu Min事件，使政府意识到了新媒体的力量。在2006年八月的新加坡总理国庆演说中，李显龙总理就花了25分钟在描述数位媒体的影响力，他坦承新媒体将改变新加坡，而传统媒体已经正在受到新加坡网民的围剿。
加上社群網路的興起，例如Twitter, Facebook, Instagram等，使的不論是執政當局還是反對黨的政治人物等都非常急切地經營社群網路行銷。